# Gaetano Manfredi
Gaetano Manfredi (Ottaviano, 4 gennaio 1964) è un politico e ingegnere italiano, sindaco di Napoli e della sua città metropolitana dal 18 ottobre 2021, oltreché presidente dell'ANCI dal 20 novembre 2024.
Dal 2014 al 2020, è stato rettore dell'Università degli studi di Napoli Federico II, dove ha ricoperto anche l'incarico di Presidente della CRUI dal 2015; inoltre, è stato ministro dell'università e della ricerca dal 10 gennaio 2020 al 13 febbraio 2021 nel governo Conte II.

## Biografia
Nato il 4 gennaio 1964 a Ottaviano, comune del napoletano, è cresciuto a Nola, comune d'origine dei genitori, ha frequentato il liceo classico Carducci e nel 1988 si è laureato in ingegneria civile con 110 e lode presso l’Università degli Studi di Napoli Federico II, dove nel 1998 è stato nominato professore di tecnica delle costruzioni; il 1º novembre 2014 è divenuto  rettore del medesimo ateneo, dopo essere stato eletto il 5 giugno precedente alla prima tornata con il 90% delle preferenze.
Nel 2015 è stato eletto presidente della Conferenza dei rettori delle università italiane (CRUI), riconfermato poi nel 2018, e in questa veste si è sempre battuto a difesa dell'università e della ricerca. La sua attività di ricerca è volta principalmente all'ingegneria sismica. È stato membro del Consiglio Superiore dei Lavori Pubblici e della Commissione Grandi Rischi della Protezione civile. Autore o curatore di numerosi libri e di oltre 400 lavori scientifici, ha coordinato numerosi progetti di ricerca nazionali e internazionali e partecipato alle attività di autorevoli associazioni nazionali e internazionali di carattere scientifico e normativo.

## Vita privata
È sposato ed è padre di una figlia. Ha anche un fratello minore: Massimiliano, politico che è stato deputato alla Camera dal 2013 al 2018.

## Carriera politica

### Consigliere della funzione pubblica
Tra il 2006 e il 2008 è stato consigliere tecnico del Ministro per le riforme e le innovazioni nella pubblica amministrazione Luigi Nicolais, durante il secondo governo presieduto da Romano Prodi.

### Ministro dell'università e della ricerca
Il 28 dicembre 2019, nella conferenza stampa di fine anno del Presidente del Consiglio Giuseppe Conte, annuncia che Manfredi verrà nominato Ministro dell'università e della ricerca nel governo Conte II, in sostituzione del dimissionario Lorenzo Fioramonti. Il 10 gennaio 2020 entra in carica, giurando nelle mani del Presidente della Repubblica Sergio Mattarella e cessando quindi dall'incarico di Rettore. Mantiene l'incarico al MUR fino al 13 febbraio 2021; durante questo periodo ha supervisionato la risposta alla pandemia di COVID-19 in relazione alle università italiane, implementando in via precauzionale le lezioni online agli studenti nelle aree chiave più colpite dalla pandemia a partire dal 2 marzo.
Sempre da Ministro, ha presentato un progetto di riforma, composto da più fasi e approvato dal Consiglio dei ministri, che prevede l'abolizione dell'esame di stato per svolgere la professione di: biologo, architetto, farmacista, veterinario, psicologo e dentista, semplificando le modalità di accesso all’esercizio delle professioni, accorciando i tempi durante gli anni universitari e l'introduzione della laurea magistrale a ciclo unico in Odontoiatria e protesi dentaria, in Farmacia e farmacia industriale, in Medicina veterinaria, in Psicologia.

### Sindaco di Napoli
In vista delle elezioni amministrative del 2021, Manfredi riceve dal centro-sinistra e dal Movimento 5 Stelle una prima proposta di candidatura come sindaco di Napoli, ma decide di rifiutarla a causa del dissesto finanziario in cui versavano le casse del Comune. Successivamente, torna sui suoi passi: il 27 maggio 2021, Giuseppe Conte invia una lettera al Corriere della Sera in cui illustra il "Patto per Napoli", annunciando contestualmente la candidatura di Manfredi alla carica di primo cittadino a Palazzo San Giacomo, poi ufficializzata in occasione della Festa della Repubblica. La candidatura di Manfredi trova inizialmente l'appoggio di Movimento 5 Stelle, Partito Democratico, Articolo Uno, Sinistra Italiana, Partito Socialista Italiano (PSI), Partito Repubblicano Italiano e Moderati; inoltre, viene sostenuta pubblicamente anche dall'allora presidente della Regione Campania, Vincenzo De Luca.
Agli inizi di luglio, Manfredi riceve anche l'appoggio di Italia Viva, mentre a fine di luglio riceve quello di Noi Campani, lista formata da Clemente Mastella, e della lista civica Napoli Solidale, costituita da Sergio D’Angelo (che a sua volta aveva deciso di candidarsi alle elezioni, per poi rinunciare) e che raccoglieva Articolo Uno, Sinistra Italiana, PSI, le forze che fanno riferimento a D’Angelo ed ex assessori e consiglieri del sindaco uscente Luigi de Magistris.
In definitiva, Manfredi si presenta alle elezioni sostenuto da 13 liste: Partito Democratico, Movimento 5 Stelle, Per le Persone e comunità, Adesso Napoli, Azzurri per Napoli – Napoli Viva (che raccoglie Italia Viva ed ex forzisti campeggiati da Stanislao Lanzotti), Moderati, Centro Democratico, Europa Verde, Manfredi Sindaco, Noi Campani per la città, Repubblicani Democratici, Napoli Libera e Napoli Solidale.
Alle elezioni il 3 e 4 ottobre, risulta eletto sindaco al primo turno con 218.077 voti pari al 62,88%, mentre il suo principale sfidante, Catello Maresca della coalizione di centro-destra, si ferma solamente al 21,88%, prendendo quasi il triplo dei voti e segnando il risultato più sorprendente di queste amministrative. La proclamazione ufficiale ed il passaggio di consegne con il sindaco uscente Luigi de Magistris, anch'esso in quota centro-sinistra, sono avvenuti il successivo 18 ottobre.

#### Commissario per la bonifica di Bagnoli
A fine settembre 2021, in conferenza stampa a Palazzo Chigi, il Presidente del Consiglio Mario Draghi annuncia che il prossimo sindaco di Napoli sarà commissario straordinario dell’ex area industriale di Bagnoli per tutto il mandato e dovrà concluderne la bonifica, affermando: "I napoletani aspettano da trent’anni… speriamo di far bene almeno migliorando la governance". Dopo l'elezione di Manfredi a sindaco, viene decretato non solo la nomina commissariale, ma una serie di misure per dare più supporto alla gestione, stabilendo una super struttura tecnica (composta da 12 elementi, 2 dirigenti e 10 non dirigenziali) al sindaco-commissario.
A fine gennaio 2022 genera polemiche le nomine, attuate da Manfredi, nella struttura commissariale, principalmente fatte da Catello Maresca, leader dell'opposizione di centro-destra in consiglio comunale. Tra le nomine figurano un candidato al Comune non eletto della lista "Manfredi Sindaco", un dietologo marito della presidente della municipalità 1 di Napoli e un colonnello dall'amministrazione de Magistris.

#### Amministrazione della città
Il 22 ottobre 2021 Manfredi presenta nella Sala dei Baroni del Maschio Angioino la sua giunta, dove oltre a trattenere per sé le deleghe alla Cultura; Porto; PNRR, Finanziamenti europei e Coesione territoriale; Grandi Progetti; Personale; Organizzazione; Decentramento; Digitalizzazione e innovazione, sarà composta da 11 persone tra tecnici indipendenti che politici PD e M5S.
In vista dell'allerta meteo arancione del 3-4 novembre, avvisata dalla Protezione Civile regionale, emana un'ordinanza con cui chiude i cimiteri e parchi cittadini, ma mantiene regolarmente aperte le scuole. Questa decisione è stato un segnale rilevante di discontinuità con l'azione amministrativa del predecessore Luigi de Magistris, che frequentemente utilizzava le ordinanze per chiudere le scuole per allerta meteo.
A febbraio 2022, presso il Centro polifunzionale di Soccavo, presenta dei progetti di pubblica utilità che coinvolgeranno i beneficiari del reddito di cittadinanza nel capoluogo campano in tanti settori come vigilanza e servizi sociali, tra cui 350 saranno impiegati nella gestione del verde cittadino.
Il 17 febbraio 2022 firma l'ordinanza con cui impone la chiusura dei locali in cinque aree cittadine (Chiaia/Posillipo, Bagnoli, Vomero, centro storico e Ferrovia) alle 2:00 il venerdì e sabato e all'1:00 negli altri giorni della settimana, che resterà in vigore per quattro mesi, per regolamentare la movida a Napoli, intervento già annunciato e in procinto. In merito all'ordinanza si è schierato contro lo scrittore Roberto Saviano, affermando che bisogna chiudere i locali della movida e che il provvedimento sia "una resa incondizionata della buona politica".
Ad aprile 2022, su volontà di Manfredi, la sua giunta completata l'attività di pulizia straordinaria dei giardini di piazza Cavour antistanti al MANN, tramite addetti insieme agli agenti della Polizia Municipale coordinati dal suo assessore al Verde, per rimuovere le tonnellate di rifiuti ammassati tra le aiuole, liberare l'intera area e condurre un senzatetto che dormiva tra i giardini in una struttura all'accoglienza, nell'ottica di garantire ai cittadini e turisti servizi pubblici di qualità e ridare decoro ad alcune aree abbandonate negli anni.

#### Finanze e Bilancio
Nel corso della campagna elettorale delle amministrative il tema principale è stato il grosso debito comunale, che dal 2012 risulta in una situazione di pre-dissesto e ha portato il comune partenopeo sull'orlo del dissesto finanziario, tanto che «Non ci sono soldi» è stata una delle frasi più pronunciate da tutti i candidati sindaci (Manfredi incluso). Il 31 gennaio 2022 pubblica un avviso rivolto ai creditori del comune: entro il 4 aprile dovranno farsi avanti per avere almeno una parte dei soldi che costituiscono l’enorme debito accumulato dall’amministrazione negli ultimi decenni, iniziando a sistemare i conti, cercando tutti i suoi creditori e rispettare il cosiddetto "Patto per Napoli", inserito nella legge di bilancio 2022 approvata dal Parlamento.
Il Patto per Napoli è un accordo tra l’amministrazione comunale e lo Stato per evitare il fallimento e prevede un sostanzioso aiuto economico statale (1,3 miliardi di euro) a fronte di un impegno del comune che dovrà sanare i conti nel più breve tempo possibile.

#### Trasporto e Turismo
La sua giunta approva lo stanziamento di 100 mila euro per realizzare una serie di servizi destinati all’accoglienza turistica in città, su proposta dell’assessora al turismo e alle attività produttive Teresa Armato, come parte di un'operazione denominata simbolicamente "Vedi Napoli e poi torni", con l'installazione dei primi 4 infopoint mobili collocati in punti strategici della città: la stazione centrale, l’aeroporto, piazza San Gaetano e del Plebiscito.
Il 1º aprile 2022 viene annunciata la riorganizzazione delle partecipate del Comune, per rilanciarle, con la possibile creazione di una holding che accorpi NapoliServizi, Asia e Anm, allineata e predisposta alla comunicazione interna per garantire una miglior qualità dei servizi resi alla cittadinanza ed un minore eventuale spreco di risorse.
Il 4 maggio 2022 annuncia l'inizio delle gare per l'acquisizione degli autobus elettrici, con cui nel giro di due anni tutto il parco autobus su gomma della città sarà elettrico, per la sostenibilità ambientale del trasporto pubblico napoletano. Inoltre aggiunge che entro la fine dell'anno la linea 6 della metropolitana di Napoli tornerà in funzione e verrà aperto.

### Presidente dell'ANCI
Il 20 novembre 2024, Manfredi viene eletto all'unanimità nuovo presidente dell'ANCI, sostituendo così il presidente ad interim Roberto Pella, a sua volta subentrato ad Antonio Decaro in seguito alla sua elezione come europarlamentare nel giugno precedente.

## Procedimenti giudiziari

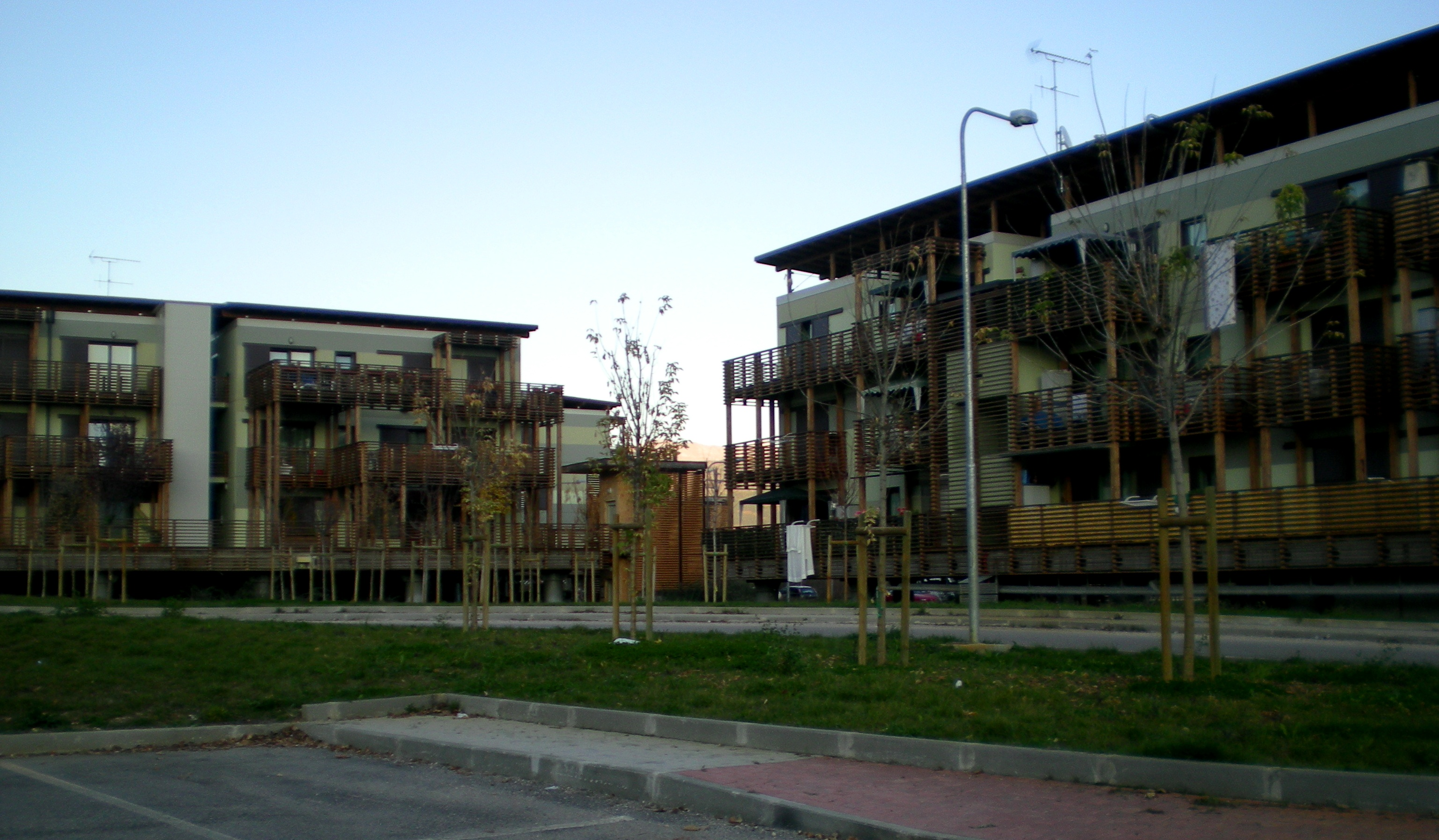
Le nuove palazzine a Cese di Preturo, realizzate dopo il terremoto dell'Aquila del 2009 nell'ambito del Progetto C.A.S.E. ("città nuova")

Nel 2015 è stato iscritto nel registro degli indagati dalla Procura dell'Aquila, assieme ad altre trentasette persone, per i crolli verificatisi nella "città nuova" a Cese di Preturo, costruita dopo il terremoto del 2009; Manfredi faceva parte della commissione di collaudo delle costruzioni per le opere realizzate. In particolare, Manfredi è stato accusato di falso ideologico in atto pubblico, disastro e crollo colposo poiché avrebbe attestato la conformità dell'opera realizzata alla legge, al contratto e ai progetti, collaudando un'opera, invece, non a norma.
L'udienza preliminare del procedimento era prevista per febbraio 2020, data in cui sarebbe intervenuta la prescrizione del reato. La ragione di tali ritardi è da attribuirsi all'errata notificazione alle parti di vari atti del procedimento, nonché alle questioni di competenza, sollevate dalle difese, tra i tribunali dell'Aquila e di Piacenza.
Il 23 settembre 2020, dopo l'udienza preliminare, Manfredi viene prosciolto dal GUP assieme ad altri imputati dall’accusa di disastro e crollo colposo, con sentenza di non luogo a procedere per prescrizione.
Nel dicembre 2013 patteggia 210.000 euro a seguito di un procedimento aperto dalla Procura della Corte dei conti della Campania, relativo ad incarichi professionali che sarebbero stati incompatibili con il suo ruolo di professore o che avrebbero richiesto l’autorizzazione da parte dell’ateneo..

## Opere
- Gaetano Manfredi, Angelo Masi e Rui Pinho, Valutazione degli edifici esistenti in cemento armato, Pavia, Iuss Press, 2007, ISBN 978-88-6198-013-6.
- Edoardo Cosenza, Gaetano Manfredi e Marisa Pecce, Strutture in cemento armato. Basi della progettazione, 1ª ed., Milano, Hoepli, 2008, ISBN 978-88-203-3929-6.
- Stefano D'Alfonso, Aldo De Chiara e Gaetano Manfredi, Mafie e libere professioni. Come riconoscere e contrastare l'area grigia, Roma, Donzelli, 2018, ISBN 978-88-6843-779-4.